# Saurauia paniculigera
Saurauia paniculigera är en tvåhjärtbladig växtart som beskrevs av Ridley. Saurauia paniculigera ingår i släktet Saurauia och familjen Actinidiaceae. Inga underarter finns listade i Catalogue of Life.